# Oostelijke Han-dynastie
De Oostelijke Han-dynastie (25-220) met als hoofdstad Luoyang, was de voortzetting van de Westelijke Han-dynastie, die in de jaren 8-23 werd onderbroken door de Xin-dynastie. De 'restaurateur' van de Han-dynastie was Liu Xiu, die behoorde tot de keizerlijke familie Liu.
Na het einde van de Oostelijke Han-dynastie brak in China de tijd van de Drie Koninkrijken aan.

## De beginperiode

### Interne stabiliteit
De jaren 25-88 waren een periode van relatieve stabiliteit, onder de heerschappij van de keizers Guang Wu, Ming Di en Zhang Di. In 36 waren binnenlandse twisten nagenoeg beëindigd en besloeg de heerschappij van de Han-keizers hetzelfde gebied als waarover ook de Westelijke Han-dynastie had geheerst. Een opstand van het onderhorige koninkrijk Dian (in de huidige provincie Yunnan) werd in 45 onderdrukt.

### Inrichting van de Oostelijke Han-dynastie
De Oostelijke Han-dynastie hanteerde een autocratischere wijze van besturen dan de Westelijke Han-dynastie. Guang Wu schonk titels en land aan zijn aanhangers, maar zeker geen bestuursmacht. Ook de bestuurlijke administratie werd onder directe keizerlijke controle gebracht. De aanzienlijke bestuursmacht die sinds de Qin-dynastie bij drie functionarissen werd belegd (een eerste minister, maarschalk en censor), werd hen ontnomen. Keizerlijke inspecteurs hielden de provincies nauwlettend in de gaten en konden lokale bestuurders uit hun functie zetten. Om zijn gezag kracht bij te zetten omgaf Guang Wu zijn beslissingen met een zekere mystiek door er taoïstische voorspellingen aan vooraf te laten gaan. 

## De middenperiode

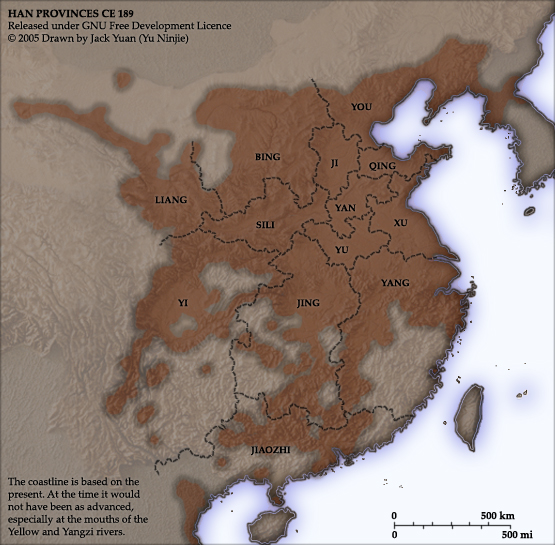
Provincies van de Han-dynastie in 189 bij de dood van keizer Ling.

### Machtsstrijd aan het keizerlijk hof
De middenperiode vangt aan met de troonsbestijging van de tienjarige He Di in 88. Deze werd in 91 van de troon gestoten door de legerleider Dou Xian, verwant aan de keizerin-moeder, die door het verslaan van volk Xiongnu aanmerkelijke prestige had verworven. Met behulp van de aan het hof verblijvende eunuchen wist He Di als volwassene de teugels weer in handen te krijgen. Ook bij opvolgende keizers was de macht van de familie van keizerin dominant, maar hierdoor nam ook de invloed van de eunuchen toe, die de keizer nodig had om zijn macht te herstellen. 

### Uitbreiding van de Chinese invloedssfeer
Het lukte de Han-dynastie om zijn greep op Centraal-Azië te verstevigen. In 97 marcheerde de generaal, Ban Chao, bijgestaan door zijn zoon Ban Yong, over de Pamir (een gebergte aan de westgrens van het huidige China) om de daar gelegen stadstaten in te nemen en op die wijze de controle over de zijderoute te verstevigen. De uitbreiding van de Chinese invloedssfeer leidde ertoe dat hoge kosten moesten worden gemaakt voor grensbewaking. Om die kostten te drukken, werd gebruikgemaakt de beschikbare lokale voorzieningen, o.a. door niet-Chinese nomaden (bijvoorbeeld de Xiongnu) in te zetten als strijdkracht. Een extensie van de infrastructuur, om troepen snel te kunnen verplaatsen, was echter ook noodzakelijk. Vanaf 107 braken er steeds meer opstanden uit van de diverse stammen in het keizerrijk, waaronder die van het Qiang-volk. Vele Han-Chinezen (schatting is 5-10 miljoen) migreerden naar het gebied rond de Blauwe Rivier om daar een beter bestaan op te bouwen. Deze migratie ging gepaard met Chinese bestuurlijke controle en militaire aanwezigheid in de nieuwe gebieden.

### De macht van de eunuchen
In 124 dwongen eunuchen de keizerin-weduwe om haar zoon Han Shundi, die nog een kind was, tot keizer te maken. Dit kind kon door de eunuchen makkelijk worden gemanipuleerd. Bij de troonsbestijging van Huan Di in 146 hadden de eunuchen het overwicht gekregen op de familie van de keizerin. De keizer was niet meer in staat om de strijdende facties aan het hof zijn wil op te leggen. In 159 moest Huan Di zich tot de eunuchen wenden om een vijandige factie aan het keizerlijk hof te laten verwijderen. De eunuchen konden nu de volledige macht grijpen, wat zij in 166-169 deden met een grootschalige zuivering van tegenstanders in de Luoyang. 

## De late periode
De late periode wordt gekenmerkt door neergang. In het rijk kon geen orde meer worden gehouden. De bevolking die nog onder bestuurlijk gezag stond, nam af, maar moet wel meer belastinginkomsten opbrengen. Daar stond tegenover dat het centraal gezag zelf niks meer voor die bevolking kon betekenen als dat nodig was, bijvoorbeeld bij overstromingen of misoogsten.

### Opstanden en staatsgrepen
Dit culmineerde in 184 in de Gele Tulbandenopstand, geleid door de mysticus Zhang Jue die een nieuwe religie predikte, het "Pad van de Vrede". Na heftige gevechten werd de opstand in datzelfde jaar grotendeels neergeslagen, maar nog tot 205 zou zij meerdere keren opflakkeren. Toen in 189 keizer Han Shaodi de troon besteeg, maakten eunuchen feitelijk de dienst uit. Generaal He Jin zag zich genoodzaakt om de wrede krijgsheer Dong Zhuo, die de leiding had over Hedong (een gebied dat het zuidelijk deel van de huidige provincie Shanxi beslaat), te vragen het keizerlijk gezag te herstellen. He Jin werd daarop door de eunuchen vermoord. Als vergelding liet Yuan Shao, een andere krijgsheer, meer dan 2000 eunuchen in het keizerlijk paleis vermoorden en de keizerlijke archieven en bibliotheek vernietigen. Niet lang daarna arriveerde Dong Zhuo in Luoyang. Hij zette Han Shaodi af en verhief Han Xiandi tot keizer. 

### Strijd tussen krijgsheren

Strijd tussen de krijgsheren en Drie Koninkrijken van 190 tot 280.

Andere ambitieuze krijgsheren namen het tegen Dong Zhuo op en verdreven hem naar Chang'an (189–191), maar konden de keizer niet uit diens gevangenschap bevrijden. Daarmee verdween het centrale gezag en nadat de coalitie van krijgsheren uiteenviel, keerden zij allen terug naar huis en begonnen velen van hen hun eigen staat op te bouwen. Cao Cao werd uiteindelijk de machtigste van hen; hij bracht in 196 Han Xiandi over naar de stad Xuchang, die tot hoofdstad werd gemaakt. Cao Cao maakte toen feitelijk de dienst uit en gebruikte de keizer slechts ter legitimering van zijn besluiten. Zijn invloed strekte zich voornamelijk uit over het gebied rond de Gele Rivier. Hij ontmoette met name verzet van de krijgsheer Yuan Shao wiens machtsbasis in het gebied van de huidige provincie Hebei lag. In 200 wist hij Yuan Shao bij Guandu te verslaan en uit te schakelen. Tot 207 had Cao Cao's leger nodig om de hele Yuan-clan en zijn bondgenoten volkomen te vernietigen en heel Noord-China onder zijn vlag te verenigen.
In het zuiden heerste de krijgsheer Sun Quan rond de Blauwe Rivier; hij vergrootte het territorium dat zijn broer en voorganger Sun Ce had veroverd, ongeveer overeenkomend met de oude staat Wu. Een andere concurrent om de macht was Liu Bei, die zich erop liet voorstaan verbonden te zijn aan de Han-dynastie. In 208 trok Cao Cao met een leger van 200.000 man zuidwaarts tegen zijn opponenten op. Liu Bei en Sun Quan besloten hun krachten te bundelen om hem te weerstaan. In de winter van 208–209 wist Sun Quan’s maarschalk Zhou Yu bij Chibi Cao Cao’s oorlogsvloot op de Blauwe Rivier gedeeltelijk in vlammen te zetten. In de chaos die daardoor ontstond werd de overmacht van Cao Cao door een verdedigingsmacht van 50.000 man verpletterend verslagen. Nadat Cao Cao zich had teruggetrokken consolideerde Sun Quan zijn positie in het zuiden en Liu Bei zijn positie in het westen door Jingzhou van Sun te 'lenen' en Yizhou te veroveren (de huidige provincie Sichuan). Ondertussen annexeerde Cao Cao van 211 tot 215 het noordwesten van het rijk. China werd nu feitelijk geregeerd door drie krijgsheren.

### Verdeling in drie koninkrijken
Na de dood van Cao Cao in 220 zette zijn zoon Cao Pi de Han-keizer Xian af en riep zichzelf tot keizer van Wei uit, met Luoyang als hoofdstad. Het jaar daarop riep Liu Bei zich uit tot keizer van Han, ook wel bekend als het koninkrijk Shu, met Chengdu als hoofdstad. Dit voorbeeld volgend riep Sun Quan zichzelf in 229 tot keizer van Wu uitroepen met Jianye (het huidige Nanjing als hoofdstad. Hiermee breekt de periode van de Drie Koninkrijken aan.

## Economie
Zoutproductie, ijzergieten en textielproductie waren naast de landbouw de belangrijkste economische activiteiten. Om zout water te koken werd al gebruikgemaakt van aardgas. IJzer werd zo populair dat tegen het einde van de dynastie bronzen wapens hadden afgedaan. De textielproductie werd in grootschalige bedrijven uitgeoefend maar ook door boeren als nevenactiviteit. Vooral zijde uit Qi (het huidige Shangdong) en wol uit Shu (het huidige Sichuan) was populair. Het lakwerkambacht verfijnde zich, met name in het gebied van de huidige provincie Sichuan waar gelakte voorwerpen ook met goud en zilver werden gedecoreerd. Chinees lakwerk vond zijn weg tot in Europa.  
De aandacht van het Han-bestuur lag voornamelijk bij het landbezit en boerenbedrijf die de staatsinkomsten moesten genereren. Om de belastingheffing effectiever te maken probeerde Guang Wu zicht te krijgen op het precieze grondbezit van de lokale adel. Dit initiatief werd lokaal echter zodanig gefrustreerd dat hij het moest laten varen. Wel lukte het om door een verbetering van positie van de vele op het land werkzame horigen, de beschikbare werkkracht te vergroten. Tegen het einde van zijn bewind werden handelsbetrekkingen met Japan aangeknoopt. Na de dood van Guang Zu in 57 zetten zijn opvolgers het door hem ingezette beleid voort. In 97 werd een poging gedaan direct contact te leggen met het Romeinse rijk (in het Chinees aangeduid met “Daqin”), waarmee door tussenkomst van de Parthen over de zijderoute al veel handel werd gedreven. Door obstructie van de Parthen mislukte deze missie, maar de gezant Gan Ying keerde wel terug met veel nieuwe informatie over westelijk Azië. In 166 lukte het gezanten van de Romeinse keizer Marcus Aurelius wel om China te bereiken met ivoren geschenken voor de Chinese keizer.

## Technische ontwikkelingen
Tijdens de Oostelijke Han-dynastie werd veel aandacht besteed aan de waterhuishouding. In 69 werden honderdduizenden mannen ingezet om de dijken van de Gele Rivier te versterken. Dit had als resultaat dat de Gele Rivier in de 800 jaar daarna niet meer zou doorbreken of van loop zou veranderen. Ook de scheepvaarttechnieken verbeterden. Er zouden boten zijn geweest die over 10 dekken beschikten.
In 105 vond Cai Lun het papier uit. Hierdoor hoefde geen kostbare zijde of bamboe meer als schrijfmateriaal te worden gebruikt. Niet alleen de Chinese cultuur, maar ook die in andere delen van de wereld zou aan deze uitvinding veel te danken hebben.

## Geestelijk leven

### Confucianisme
Het confucianisme werd door de keizers Ming Di en Zhang Di tot religie verheven, waarvan zij, omwille van de legitimering van hun macht, als profeten moesten worden beschouwd. Hierbij traden zij persoonlijk als docent en auteur op. In het midden van de tweede eeuw n.Chr. was het aantal studenten aan de keizerlijke academie gegroeid tot meer dan 30.000. In 175 werden de vijf klassieke confucianistische boeken in steen uitgehouwen, zodat de studenten aan de keizerlijke academie de boeken konden overschrijven. Zij specialiseerden zich veelal in een van de klassieken. Twee geleerden Ma Rong (79-166) en Zheng Xuan (127-200) waren zeer gezaghebbend bij het ordenen en becommentariëren van confucianistische teksten. Confucianistische geleerden slaagden erin kritisch afstand te houden van het keizerlijk hof en op veelal morele gronden het keizerlijk beleid te bekritiseren. Na 150 traden zij met grote persoonlijke risico’s in oppositie tegen de macht van de eunuchen.

### Opkomst van het boeddhisme
De spreiding van het boeddhisme in China wordt geacht aanvang te hebben genomen toen in 67 op uitnodiging van het Han-bewind twee boeddhistische monniken uit India, Kasyapamatanga en Dharmaranya, Luoyang bezochten. Om hen te eren verordonneerde Ming Di de bouw van de Baimatempel. Ook werd hen gevraagd soetra’s naar het Chinees te vertalen. Dit werk werd voortgezet door de Parthische monnik An Shigao die in 148 in China arriveerde en daar twintig jaar verbleef.

### Wetenschap
Drie geleerden uit de Oostelijke Han-dynastie komen in het bijzonder naar voren: de historicus Ban Gu (32-92), de filosoof Wang Chong (27-97) en de wetenschapper Zhang Heng (78-139). Ban Gu is de samensteller van het beroemde “Boek van de Han”, waarin de geschiedenis van de Westelijke Han-dynastie wordt beschreven. Omdat hij confucianist was, sloot zijn werk aan bij de zienswijze van het Han-regime. Dit gold niet voor de laatste twee. Wang Chong was een materialist die zich in zijn werk “Balans der Vertogen” scherp afzette tegen de idealistische opvattingen van het confucianisme. Zhang Heng was een natuurwetenschapper en onder andere uitvinder van een eerste seismograaf. Hij stond kritisch tegenover, bijvoorbeeld, het nut van het maken van taoïstische voorspellingen. De tegenstelling tussen deze geleerden reflecteerde in zekere zin ook de groeiende sociale tegenstellingen en opstanden die daaruit uiteindelijk voortkwamen.

## Keizers van de Oostelijke Han-dynastie
- Han Guangwudi
- Han Mingdi
- Han Zhangdi
- Han Hedi
- Han Shangdi
- Han Andi
- Markies van Beixiang (Shaodiyi)
- Han Shundi
- Han Chongdi
- Han Zhidi
- Han Huandi
- Han Lingdi
- Han Shaodi
- Han Xiandi